# Colle Las Arà
Il Colle Las Arà (1.595 m s.l.m.) o Colle Lazzarà è un valico delle Alpi Cozie che mette in comunicazione il comune di Perrero, in val Germanasca, con quello di Pramollo, nell'omonimo vallone della val Chisone.

## Caratteristiche

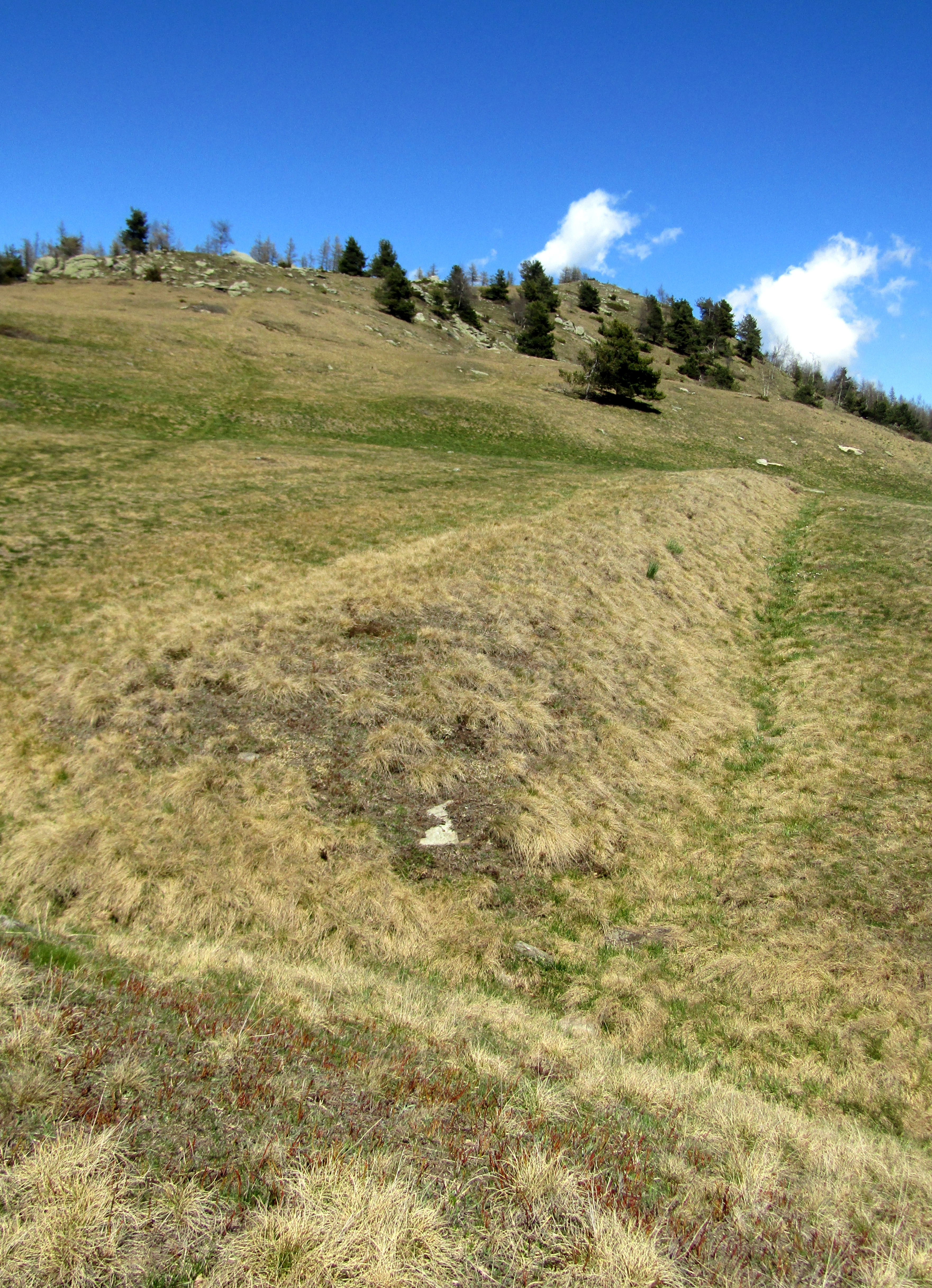
I trinceramenti francesi

Il valico si trova tra il Truc Lausa e il Gran Truc. La cresta che passa per il Truc Lausa collega la montagna con il Piano Bruciato e si abbassa poi verso il solco principale della val Chisone. La zona del valico è caratterizzata da ampi pascoli, e poco più in basso, sul versante sud, si trova un alpeggio.

## Storia
Il nome del colle nel patois locale significa solchi arati. Questa denominazione è dovuta al fatto che nei pressi del valico sono tuttora visibili i trinceramenti realizzati dall'esercito francese nel 1704 quando, nel corso delle operazioni legate all'Assedio di Torino, un contingente delle truppe al comando del luogotenente generale de la Feuillade si accampò poco ad est del colle.

## Accessi
Si può salire al colle da due versanti. Passando dalla val Germanasca, la salita è asfaltata fino a circa 2 km dal colle; su quello di Pramollo invece la strada è asfaltata fino all'erea attrezzata di Planetto, e prosegue poi con ampi tornanti sterrati fino al punto di valico. La salita è consigliata per ciclisti medi.